# Топчидерско брдо
Топчидерско брдо је урбано насеље и брдо на општини Савски венац. Некада је било општина у оквиру града Београда и састојало се од насеља Сењак и Дедиње. Године 1957. припојено је новоформираној општини Савски венац. Налази се на око четири километра од центра града са којим је повезаном Улицом кнеза Милоша. Ограничено је реком Савом и некадашњим Мокролушким потоком данас железничком станицом Београд центар. На југу је пресечено Топчидерском реком и наставља се на Топчидерски парк. Углавном је прекривено шумом. Највиша тачка је на 210 метара надморске висине код Белог двора.
Неки од објеката су: предратна гимназија краља Александра и телефонска потцентрала из 1938. године. Почетком 1920-тих на брду је постојала циглана у власништву београдске општине. Ова је у близини, изнад Ортопедског завода, тј. бившег београдског стрелишта, започела градњу станова за своје чиновнике. Пројекат је преузела Дирекција за грађење нових пруга и 1922. изградила 20 зиданих зграда и седам дрвених кућица за своје потребе.